# Dominik Dán
Dominik Dán (ur. 1955) – słowacki autor powieści kryminalnych.
Zawodowo zajmuje się tropieniem zbrodni – jest detektywem wydziału kryminalnego słowackiej policji i konsultantem ds. kryminalnych ministra spraw wewnętrznych. Z pracy czerpie inspirację i pomysły do powieści, które tworzy po godzinach. Wszystkie opisywane przez niego historie oparte są na autentycznych zdarzeniach.
Dán ukrywa swoją prawdziwą tożsamość, nie pozwala się fotografować, nie bierze też udziału w spotkaniach autorskich.
Kryminały Dána to z jednej strony powieści czysto detektywistyczne, z drugiej – z głębokim tłem politycznym. Autor opisuje przemiany polityczne i gospodarcze po roku 1989, kiedy rozpadały się struktury komunistyczne.
Bohaterem powieści jest Richard Krauz, detektyw słowackiej policji.

## Twórczość

### Według daty publikacji
- 3 marca 2005[2] – Popol všetkých zarovná
- 15 listopada 2005[3] – Nehanebné neviniatko
- lipiec 2006 – Beštia
- grudzień 2006 – Sára
- 23 maja 2007[4] – Cela numer 17 (Cela číslo 17), przeł. Antoni Jeżycki, wydawnictwo Media Rodzina, Poznań 2018
- listopad 2007 – Czerwony kapitan (Červený kapitán), przeł. Antoni Jeżycki, wydawnictwo Media Rodzina, Poznań 2014
- 25 czerwca 2008[5] – Grzech nasz codzienny (Hriech náš každodenný), przeł. Małgorzata Brzozowska, wydawnictwo Media Rodzina, Poznań 2016 (premiera w maju na Warszawskich Targach Książki)
- grudzień 2008 – Knieža smrť
- czerwiec 2009[6] – Noc ciemnych kłamstw (Noc temných klamstiev), przeł. Antoni Jeżycki, wydawnictwo Media Rodzina, Poznań 2014
- listopad 2009 – Mucha
- maj 2010 – Mucholapka
- czerwiec 2010 – Studňa
- czerwiec 2011 – Žiješ iba dvakrát
- 2 grudnia 2011[7] – Na podpätkoch
- 9 lipca 2012[8] – Zapisane na skórze (Kožené srdce), przeł. Antoni Jeżycki, wydawnictwo Media Rodzina, Poznań 2015
- 7 grudnia 2012[9] – Uzol
- 15 czerwca 2013[10] – Kráska a netvor
- 6 grudnia 2013[11] – Básnik
- 12 czerwca 2014[12] – Nevinným sa neodpúšťa
- 11 grudnia 2014[13] – Jednou nohou v hrobe
- 4 grudnia 2015[14] – Krv nie je voda
- 16 czerwca 2016[15] – Nežná fatamorgána
- 7 grudnia 2016[16] – Smrť na druhom brehu
- 30 czerwca 2017[17] – Korene zla
- 6 grudnia 2017[18] – Cigaretka na dva ťahy
- 15 czerwca 2018[19] – List zo záhrobia
- 7 grudnia 2018[20] – Venuša zo zátoky
- 7 lipca 2019[21] – Pochovaní zaživa
- 6 grudnia 2019[22] – Nevieš dňa, nevieš hodiny
- 30 lipca 2020[23] – Klbko zmijí

### Według chronologii wydarzeń opisywanych
- Uzol (16.) – marzec 1988
- Básnik (18.) – marzec – kwiecień 1988
- Nežná fatamorgána (22.) – kwiecień 1987 – listopad 1989

- List zo záhrobia (26.) – styczeń 1990
- Mucha (10.) – czerwiec 1990
- Beštia (3.) – czerwiec 1990 – sierpień 1992
- Mucholapka (11.) – czerwiec – grudzień 1991
- Czerwony kapitan [Červený kapitán] (6.) – czerwiec 1992
- Krv nie je voda (21.) – okres po sierpniu 1992
- Smrť na druhom brehu (23.) – wiosna 1994
- Korene zla (24.) – wiosna 1994
- Cigaretka na dva ťahy (25.) – wiosna 1995
- Popol všetkých zarovná (1.) – jesień 1996
- Nehanebné neviniatko (2.) – styczeń 1997
- Na podpätkoch (14.) – luty – maj 1998
- Jednou nohou v hrobe (20.) – sierpień – listopad 1998
- Cela numer 17 (5.) – grudzień 1998 – luty 1999
- Žiješ iba dvakrát (13.) – luty 1999
- Nevieš dňa, nevieš hodiny (29.) – styczeń 2000
- Nevinným sa neodpúšťa (19.) – lipiec – sierpień 2001
- Sára (4.) – luty – kwiecień 2002
- Grzech nasz codzienny [Hriech náš každodenný] (7.) – październik – grudzień 2002
- Knieža smrť (8.) – kwiecień 2003
- Studňa (12.) – pierwsza połowa historii w sierpniu 2002, druga połowa w maju 2003
- Zapisane na skórze [Kožené srdce] (15.) – czerwiec 2003
- Kráska a netvor (17.) – wrzesień 2008
- Noc ciemnych kłamstw [Noc temných klamstiev] (9.) – marzec 2009
- Venuša zo zátoky (27.) – sierpień 2009
- Pochovaní zaživa (28.) – wrzesień 2009